# Lac Bowman
Le lac Bowman, en anglais Bowman Lake, est un lac situé au nord-ouest du parc national de Glacier dans l'État du Montana aux États-Unis. Avec ses 9,1 km², il s'agit du troisième lac en superficie du parc après le lac McDonald et le St. Mary Lake. 
Peu de visiteurs se rendent à proximité de ce lac car celui-ci est très éloigné des zones habituellement visitées. La route qui y mène, la Bowman Lake Road, est pourtant inscrite au Registre national des lieux historiques depuis le 19 janvier 1996. Par ailleurs, un campement se situe à proximité du plan d'eau, où il est possible de s'engager dans de nombreux sentiers de randonnée. Sur le lac Bowman, il est notamment possible de pêcher et de faire du kayak ou du canoë.